# 北斗の拳 (対戦型格闘ゲーム)
『北斗の拳』（ほくとのけん）は、2005年12月6日に稼動開始したセガ（開発当初はサミー）のアーケードゲーム。ジャンルは2D対戦型格闘ゲーム。開発はアークシステムワークス。使用基板は「ATOMISWAVE」。
前述の通り、開発当初はゲーム事業をセガと統合する前（経緯や詳細は当該項目先を参照）のサミーがリリースする予定だった。その名残として、基板を格納し1セットでリリースした純正筐体は（当時のサミーが提携していた関係で）タイトーの汎用ビデオゲーム筐体「イーグレットIII」が採用されていた。インストカードなどの付属アクセサリ類もイーグレットIIIでの使用を前提に設計されている。
2007年3月29日にはセガから家庭用ゲーム版として、PlayStation 2用ソフト『北斗の拳 〜審判の双蒼星 拳豪列伝〜』と題し発売された。2008年2月28日には廉価版を発売。

## 概要
漫画『北斗の拳』を原作としており、キャラクターはアニメ版の一作目に登場している人物のみである。
登場キャラクターの数は10人。ゲーム独自のストーリー展開は無く（原作を意識したキャラクター同士の掛け合いはある）ラスボスは全員共通でラオウ（キャラクター名は「拳王」）で、エンディングも全員共通でラオウの最期の場面である。
稼動から間もなくして、連続技に組み込める一撃必殺技によって破格の即死度を持つことや、全10キャラクター中でも2位以下を突き放す強さを持つトキの存在などが明らかになり、対戦ツールとしては完成度不足として敬遠された。しかし一部のプレイヤーによって攻略が進行し、実用的な様々な連続技が開発され、最終的にはバグを利用した永久コンボが全キャラクターで発見された。多彩なキャラクター性能や「ブースト」などの豊富なシステムによって相手に攻めていくゲームである。
対戦型格闘ゲームの大会「闘劇'06」の競技タイトルに選ばれた。翌年は種目から外されるも、「闘劇'08」のシングル戦でエントリーが決まった。
アニメ版のシーンの再現に力を入れている作品である。ラオウとシンの特殊イントロでは旧劇場版を再現していた。
オープニングデモではTVアニメ版『北斗の拳』での第1部〜第3部までのオープニングである「愛をとりもどせ!!」が起用されている。

## 作画
劇中に登場するカットイン、オープニング原画は全てアニメ『北斗の拳2』での作画監督羽山淳一によるものである。羽山はこれ以外に全キャラクターの基本ポーズの作画をしている。ケンシロウ、ラオウ、トキ、シン、サウザーに関しては作画監督を務めた（それ以外のキャラクターは原画のみ）。全キャラクターの作画監督ができなかったのは諸事情によるスタートの遅れによるもの。クリンナップ以降の作業は原画スタッフが行った。
当初はキャラクターの表情がよく見えるよう頭身を低くして筋肉を多くする予定であったが、原作者チェックにより、今の頭身と体型になったという。

## システム
操作体系は1レバー＋5ボタン（攻撃ボタン4＋ブーストボタン1、攻撃ボタンはパンチ・キックそれぞれに弱・強がある）で、システムも同社の『GUILTY GEARシリーズ』と類似性がある。
ジャンプ
空中に移動する動作。レイのみ3回可能で、他のキャラクターは2回可能である。
空中ダッシュ
ジャンプした後に前後どちらかに移動できる。
挑発
相手を挑発する動作。使用すると相手のオーラゲージとブーストゲージが1本増加する。レバーを入れるかボタンを押してキャンセルできる。ジャギのみ特殊な動作が加わり、持っているショットガンをその場に捨てる。これを行うとショットガンを使う技が出せなくなる。しゃがめば拾い直せる他、銃が捨ててある位置でのみ出せる技もある。
ダッシュ
前方に走る。ハート様にはない。
バックステップ
後ろに飛び退く。飛び退きの動作中は無敵。ラオウにはないが、代わりに軸を移動する避け動作をとる。
投げ
通常投げ。マミヤにはない。
ブースト
特殊ボタンに割り当てられたもので、高速で前方に移動する。ギルティギアシリーズの「ロマンキャンセル」に前方への移動効果を追加したようなもので、本作の最大の特徴の一つ。
レバーを後ろに入れていない状態で特殊ボタンを押すとブーストゲージを規定量消費し、前方に高速移動する。技をキャンセルできるため、通常は繋がらない技も連続攻撃にできる。3本まで溜められるブーストゲージを消費する。ハート様は使用できないためブーストゲージも存在しないが、バニシングストライクで相手をはじき飛ばしたときなど、特定の状況ではブースト同様に高速で前進する。
究極奥義
いわゆる超必殺技。2本まで溜められるオーラゲージを1本（技によっては2本）消費する。技によっては相手の北斗七星ゲージ（後述）を削るものもある。
北斗七星ゲージ
体力ゲージのすぐ下に表示されている、北斗七星の形を模した七つのランプから成るゲージ。通常の「自分のものを溜めて行く」ゲージとは異なり、「相手のゲージを（満タンの状態から）減らして行く」と言うもの。全てなくなった場合ランプの点灯は全て消え、代わりにその脇に死兆星が輝く。相手の死兆星が輝いている状態になると、一撃必殺奥義を出せるようになる。
究極奥義やバニシングストライク、グレイブシュートを絡めたコンボの最中の特定の必殺技などを当てたときに相手の北斗七星ゲージを削る事が出来る。中には1回で2つ以上削る技も存在し、カウンターヒットさせた時のみ削る、通常ヒットでも削るがカウンターヒットすると1つ多く削るといった技も存在する。
一撃必殺奥義を出して当てるのに失敗すると相手の死兆星が消え、北斗七星ゲージが残り1個の状態に戻る。一撃必殺奥義によるKOで次のラウンドに進むと、一撃必殺奥義を受けてKOされた側の北斗七星ゲージが全回復し7つの状態に戻る。一撃必殺奥義によらない通常のKOまたはタイムアップによってラウンドが進むと、両者の北斗七星ゲージが1つ回復する。なお、シンの自殺技「お前の拳法では死なん！」は自分を一撃必殺奥義でKOする扱いであるため、これによって自殺すると次のラウンドを北斗七星ゲージ満タンの状態から始められる。
コンボ中に星を削る効果を持った技を複数組み込むことで、1コンボで2つ以上の星を削る事が容易に可能だが、「1コンボ中には同じ技は何度当てても最初の1回しか星を削れない」「1コンボで削れる星は3つまで」と言う制約があるため、北斗七星ゲージ満タンの状態からでは一撃必殺奥義の使用に至るまで最低でも3コンボを必要とする。ただし、前者は多段技の中にはそれぞれの段が別技扱いになっており2回星を削れるようになっているもの（サウザーの南斗爆星波など）、後者はコンボの最後に星を2つ削る効果を持つ技を持ってくる事で1コンボで星を4つ削る事が可能なもの（グレイブシュートコンボ中のレイの空舞燕離斬など）と言う例外が存在する。
一撃必殺奥義
当たると相手の残り体力に関係なくKOになりラウンドに勝利出来る技。本作の最大の特徴の一つ。
相手の北斗七星ゲージが空になり死兆星が点灯している時にのみ使用可能。ケンシロウの北斗百裂拳、トキの北斗有情破顔拳などそれぞれの最大奥義を繰り出し、相手に攻撃する。ヒットした場合はそのラウンドのそれまでのゲーム内容に関わらず、即ラウンド勝利となる。
ギルティギアシリーズにあった類似のシステムと違ってほとんどがコンボに組み込むことができるという、極めて高い実用性を持つ（ハート様のみ通常ではコンボに組み込めないが、見てからでは回避できない投げ技と実用性は低くない）。また、コンボ途中で相手の星を削る行動を織り込むことも可能なため、星が2つあっても「小技→星を削る技2〜3つ→一撃必殺奥義」という流れで即死するということが起こリ得る。
発動時、BGMが「愛を取り戻せ」のノンボーカルアレンジになる。基本的に一撃必殺奥義がヒットし勝利が確定した時にのみBGMが切り替わるようになっているが、「最終ラウンド（2本先取設定の場合は1-1の3ラウンド目、3本先取設定なら2-2の5ラウンド目）」に「両者の体力が共に一定以下」で「究極奥義または一撃必殺奥義を出す」ことによってもBGMが切り替わる。こちらは技のヒットに関わらず技を出した時点でBGMが切り替わる。
掴み投げ
しゃがんでいる相手には決まらないが、決まれば星を1個削れる特殊な投げ。失敗モーションがある。トキとマミヤにはない。ハート様に限り、しゃがんでいる相手も投げられる。
空中投げ
空中で相手を投げる。レイとマミヤにのみある。
グレイヴシュート
相手を上空に浮かせる攻撃。その後レバー上方向による特殊なジャンプで連続攻撃できる。そのジャンプ中に必殺技を入れると星を1個削る。ハート様にはない。一部キャラクターの技にもこれと同様の性質が備わっているものがある（レイの「南斗虎破龍」やサウザーの近距離立ち強パンチなど。ハート様もタメしゃがみ強パンチや弱「アースクラッシュ」で代用できる）。ジャギのグレイヴシュートのみ、しゃがみガードができない。
バニシングストライク
相手を前方に吹き飛ばす攻撃。攻撃が決まったときはレバー進行方向で自動的にブーストでき、追撃のチャンスが生まれる。この際のブーストは通常よりブーストゲージの消費が少ない。星を1個削る。ボタン押しっぱなしで溜めることが可能で、最大まで溜めると、ガードされても相手を吹き飛ばす事が出来る、「ヘヴィーバニシングストライク」が出る。
ヘヴィーストライク
ガード不能攻撃。地上で攻撃が決まったときはよろけが発生し、星を1個削る。
アジリティーディフェンス
相手の攻撃が当たる瞬間にガードを入力する事で行える直前ガード。ガード硬直時間の軽減などの恩恵を受ける事が出来る。
オーラガード
オーラゲージを消費して発動するガード。特殊ボタンを押しながらガードする事で発動。必殺技による体力の削りダメージが無くなる、空中では通常ガードが不可能な技をガードできる、などの効果がある。ただし、オーラガードをもってしてもガードできない攻撃も存在する。
ガードキャンセル
ガード中にオーラゲージを使用して硬直をキャンセルし攻撃できる。ユダとハート様は一部の必殺技でも可能で、通常のガードキャンセルよりオーラゲージの消費が少ない。
よろけキャンセル
ヘヴィーストライクを食らったときなどに発生するよろけ（行動不能な状態）を解消する。オーラゲージを消費する。
特殊起き上がり
起き上がりの速さを調節できる。地面に落下した際にレバーを上方向に入力すると早く起き上がり、下に入力すると遅く起き上がる。
世紀末体力ゲージ
ダメージを受けても地上にいる場合は、回復可能な分は徐々に体力が回復する。
ガードゲージ
特定のキャラクターの組み合わせによっては「ガードゲージ」が表示される。通常ガードを行うごとにゲージが減少し、空になるとガードクラッシュが発生し一定時間無防備になってしまう。また、ジャギの下段ガードはガードゲージが表示されないものの全ての相手に対しガードクラッシュが発生する。

## 登場キャラクター
キャラクターの声優は一部を除きTVアニメ版と同じキャストが担当している。
ケンシロウ [Kenshiro]
声 - 河本邦弘
北斗四兄弟の末弟にして、一子相伝の暗殺拳「北斗神拳」の正当伝承者。飛び道具や対空技などが揃っており、2D対戦型格闘ゲームにおけるスタンダードなキャラクターで、独特な必殺技やコンボのバリエーションが多い奥深いキャラクターだが、劇的に飛びぬけた部分を持たないため、中堅上位程度に収まっている。
勝利演出にはリン（声 - 倖月美和）とバット（声 - 恒松あゆみ）が登場するパターンがある。
究極奥義：天破活殺
7ヒットするレーザー状の闘気を放つ。原作でサウザーに使った技。
究極奥義：無想転生
発動するとブーストゲージの右上に闘気が表示され、攻撃がヒットする直前に相手側にレバーを入れると相手の攻撃を受け流して裏に回る。技の使用1回につき7回までの受け流し動作が可能だが、究極奥義、一撃必殺奥義、ヘヴィーストライクなど、受け止められない攻撃もいくつかある。
究極奥義：北斗残悔拳
相手に向かい逆さになりジャンプし、原作通り相手のこめかみあたりを両手の親指で突く。ヒットするとカウントが表示され3秒（ゲーム内に表示されるタイマーは3秒であるが、そのタイマーが0になるには実際は20秒かかる）経つと強制的にKOになる。他の究極奥義とは違い、ゲージを2本消費する上、相手に向かう歩幅が少なくてブーストを使わないと相手に届かないことや、投げ技ではないのでガードできてしまうこと、発動が異様に遅いことなどの短所があるため、使用するプレイヤーは少ない。またサウザーに対しては星を削るだけで強制KOの効果が通用せず（他の秘孔技は通用する）、原作で人中極を突いた際の再現をする。
一撃必殺奥義：北斗百裂拳
ハイキックを繰り出し、当たるとケンシロウが筋肉で服を破り捨て「拳の連打→蹴りの連打」という流れの演出に移行。必ずヒット数が100になる。演出こそ違うが、原作でZEED（アニメではカーネルやウイグル獄長も）を倒した技。
特殊勝利メッセージ
全10人に対して存在。

ラオウ [Raoh]
声 - 内海賢二
北斗四兄弟の長兄で、ケンシロウの義兄。移動速度が遅い上「拳王は決して退かぬ!」という性格上、バックステップを使用できず（歩いて下がったり、後方への空中ダッシュは可能）、代わりに専用の避け動作が出る。攻撃力の高さと多彩なコンボでその欠点を補う、中〜上級者向けのキャラクター。稼動当初は機動力の低さと防御性能の悪さ(※体が大きい上に切り返しに使える技が少ないため。体力自体は一位で非常にタフ)から最弱扱いされていた（『闘劇魂』より）が、プレイヤー間の研究が進むにつれて段々と見直され、ついには小技からノーゲージで全キャラクターに対して可能な永久コンボが開発され、上位キャラクターとして評価されるようになった。ただしこのコンボは簡単ではない目押しを複数回成功させなければ相手を即死させるには至らず、ラオウのコンボ攻撃力をフルに発揮するには相当な熟練が求められる。
一時期はトキ、レイ、ユダと並ぶ4強の一角と言われたものの、防御性能が他の上位キャラクターと比べると難がある為、「4強」と言えば含まれるが、「3強」と言えば真っ先に外される上位と中堅の間のキャラクターとして扱われている。
デフォルトのカラーは漫画版のもので、アニメ版のものも別カラーで存在する。
釵
釵で相手と自分の足を串刺しにし、相手を拘束する。原作ではトキの動きを封じるために使用したもの。原作での使用シーンの通りに空中で相手を捕捉し着地と同時に足を踏みつけて突き刺す空中版と、地上その場で突き刺す地上版がある。
突き刺した後は相手のノックバックが抑制され、釵を突き刺した位置に固定になる。技自体は突き刺して相手を固定しただけで終わるが、その後に屈み弱パンチが連続ヒットしそこからさらにまた釵へと繋げることが可能なため、理論上ゲージ消費無しでの永久コンボが可能となる。ただし釵で相手を拘束してから屈み弱パンチへ繋げる部分が2フレーム（2/60秒）の猶予しかない高精度の目押しが必要な上、相手が画面端に密着している状態だとノックバックで距離が離れて釵の拘束を脱出させてしまうため、非常に複雑なコンボを相手や状況によって使い分けなければならない。
究極奥義：無想転生
ケンシロウと同じく、相手の攻撃を受け流して裏に回る技。
究極奥義：天将奔烈
前方へ突進しつつ、闘気をまとった掌底を放つ技。ケンシロウに使用。
究極奥義：秘孔新血愁
相手が空中にいる時のみ当たるマントを上に向かって投げ、これが相手にヒットすると、秘孔「新血愁」を突いてダメージを与える。原作でレイに使用した技である。トキの北斗砕覇拳と同じく空中ではオーラガード不能。
一撃必殺奥義：北斗滅天把
闘気を発した後、背後にクレーターができる程の拳で相手を殴る。原作のラオウ編ラストで、ケンシロウと打ち合った全霊の拳。
拳王［Kenoh］
CPU戦の最終ステージに登場する、ボス仕様のラオウ。見た目的には通常のラオウと同じだが、戦闘開始前のイントロに闘気（オーラ）が出ている演出が追加、技の一部が強化され、必殺技である北斗剛掌波が究極奥義として使用可能になっている。またある条件が満たされていると、体力と北斗七星ゲージを全回復し、タイムも元に戻る。それに加え、回復演出中は攻撃が当てられず、終了時には数秒間の無敵時間がある。最終ラウンドを迎えると、アニメのオープニング主題歌である「愛をとりもどせ!!」が流れる。
アーケード版ではプレイヤーキャラクターとして使えないが、PlayStation 2版ではヒストリーモードをコンプリートすると使えるようになる。
究極奥義：北斗剛掌破
攻撃範囲が大きくなり、威力も上がった北斗剛掌破の強化技。地上、空中の両方の位置で使用可能。
特殊勝利メッセージ
全10人に対して存在。

トキ [Toki]
声 - 土師孝也
北斗四兄弟の次兄で、ケンシロウの義兄。原作では病により継承者争いから脱落した人物だが、その拳の切れは衰えていない。
ゲームの稼動開始からほんのわずかの間だけは「攻撃用の技が少ない」「気絶しやすい」等の点から扱いにくく、良くても中堅上位程度のキャラクターであろうと思われたが、程なくして気絶値が低い反面、格闘ゲーム史においても他に類を見ないほど高性能の移動技「北斗無想流舞」を基点とした驚異的な攻めが可能な事が分かり、最強キャラクターとなっている。攻撃力自体は高い方ではないが、研究によりコンボ能力も高くなっているため、総合的な火力は並以上にある。
「闘劇'06」決勝大会において全参加者中44%がトキを使用しており、優勝キャラクターでもある。「闘劇'08」でも37%が使用し、準優勝キャラクターだった。空中での当たり判定の小ささから一部キャラクターのコンボがトキに対してだけは決まらなかったり、トキ自身の技性能やコンボ性能が突出しているなど、全てのキャラクターに対して五分以上を付けるほどの性能を持つ。
北斗無想流舞
目にも留まらぬ速度で移動する技。入力内容により10方向へ移動可能。トキがたびたび使用する柔拳の動きである。トキの昇龍拳コマンド、逆昇龍拳コマンド、波動拳コマンドはすべてこの技である。全身無敵になるか、食らい判定はあっても足元のごく一部のみと非常に小さい上に、「北斗無想流舞」自身や通常技・特殊技からキャンセルで出せ、移動速度も驚異的に速い。そのため、他のキャラクターがブーストゲージを消費する行動をこの技で代用できる他、一度相手を空中に打ち上げて空中コンボに移行した後に地上にまた戻ってきてコンボを継続すると言った、他キャラクターには困難な動きをも容易に実現する。
そしてコンボだけでなく、空中から地上に降りる動きを含めた高速移動により、トキ以外のキャラクターに対する「ジャンプしたのを見て、こちらに近づいてきたのを見て着地のタイミングを計り迎撃技をあわせる・ガードのタイミングを計る・投げ技を警戒する」等と言ったセオリーがトキには通用しないため、トキの攻めを凌ぐ事が極めて難しく、トキが同作において最強キャラクターであるといわれる最大の要因となっている。
北斗破流掌
相手の攻撃を受け止めて反撃する、いわゆる「当て身投げ」。他にも受け止められる技や使用できる状況が異なる「北斗酔舞撃」「北斗翔輪脚」がある。
他の対戦格闘ゲームの同様の技が受け止め判定が出るまでにそれなりの時間を要するのに対し、これらの技はわずか1フレーム（1/60秒）で判定が出てしまうため、受け止めに失敗する事がまず無い。その上受け止めて反撃した後にさらにコンボが入り、状況によってはそのまま即死さえもあり得る。
究極奥義：北斗砕覇拳
緑のオーラを纏ったアッパーパンチを放つ。原作では刹活孔を突いた直後ラオウに放った技。上方向に広い当たり判定を持ち、空中ではオーラガードすら不可能（地上では通常ガード可能）なため、ゲーム中最強クラスの対空技となっている。これで死兆星を光らせると、天に指を指しラオウに死兆星の存在を示した原作のシーンを再現する演出が入る。
究極奥義：北斗有情断迅拳
相手に向かって突進し、直続攻撃を決める。原作でサウザー配下の部隊を一瞬にして全滅させた技。攻撃発生は極端に遅いが、相手がバウンド中もしくは地面に倒れている時に当たってもヒットする。ダウン追い討ち中はヒット数によるコンボ補正が緩和されるゲームの仕様と合わせて、最初の突進が当たれば自動的に全段ヒットするという性質ゆえ、安定したダメージ源となっている。また演出時間が非常に長いため、自身の体力回復まで見込める。
究極奥義：秘孔・刹活孔（自分）
自分に秘孔を突く。効果中は専用のゲージが表示され、これが消えるまで、必殺技「天翔百裂拳」「北斗翔輪脚」「北斗破流掌」「北斗酔舞撃」のヒット時に星を1個多く奪えるようになる。また、先述の4つの必殺技や北斗砕覇拳の威力もアップする。ただし使用している間、自分の体力が回復しなくなる。これを利用した星取りからの一撃コンなど十分実用的ではあるものの、暴発による使用の方が多い。後述のものよりこちらの効果の方が原作に近い。
究極奥義：秘孔・刹活孔（相手）
見た目の攻撃範囲こそ小さいが実際はそうでもなく、ヒットすると相手の星を2個奪い、一定時間体力を回復を止める。自分へのものとは違い、全く強化はされない。発生が非常に早くて判定も強く相手の動きを先読みして単発で出しても大抵一方的に当たり、通常ガードさせた場合や後出ししてもトキ側が先に動けることの方が多いという程硬直が短いと言うローリスクから、「ぶっぱなし刹活孔」を略して「ブッパッコー」という言葉も生まれるほど。ここまでローリスクな技であるにもかかわらず、カウンターヒットさせれば星を3個を取りなおかつ大ダメージのコンボ、あるいは一撃必殺奥義に移行可能と、かなりのハイリターンを見込める。地上技のほぼ全てに打ち勝てるため、起き上がりの際にも安定行動として多用される傾向があり、実際に「闘劇'06」決勝戦最終ラウンドでも刹活孔カウンターヒット→一撃必殺奥義　と言う流れで決着している。ジャンプ攻撃を重ねる形ならば刹活孔はほぼ当たらないのだが、空中にいると逆に「北斗砕覇拳」を防げないため、オーラゲージのあるトキ相手への起き攻めは逆2択とも言える。
一撃必殺奥義：北斗有情破顔拳
原作でトキの初登場シーンにおいて、拳王配下の敵を闘気によって秘孔を突いて倒した技。原作と違って鎖に繋がれてはいないが、原作再現で技を繰り出す時には座ってあぐらをかく。発生は遅いものの、一瞬で画面端まで届くビームのような長い当たり判定と長い判定の持続でダウン追い討ちでもしっかりヒットする。一撃必殺奥義の中でも非常に高性能で、トキの強さを支える一助となっている。
特殊勝利メッセージ
ケンシロウ、ラオウに対してのみ存在。それ以外は汎用。

ジャギ [Jagi]
声 - 戸谷公次
北斗四兄弟の三兄で、ケンシロウの義兄。ドラム缶を置いたり、ガソリンを撒いたりなどのいわゆる設置系の技を持つ。原作中の台詞がそのまま技名になっている「俺の名前を言ってみろ」は実際に「名前をクイズ形式で答えさせる」という、作中のシーンを再現したユニークな究極奥義。また、シンに対してのみ使用できる究極奥義「今は悪魔が微笑む時代なんだ」がある。
相手の動きに対処していく後手気味のキャラクター。本作のシステム的に攻め有利、非常に低火力、下段ガードがガードゲージの有無に関係なくガードクラッシュの可能性がある、接地判定を持つ技が大振りなしゃがみDしかない、一撃必殺奥義を当てづらい、大振りな技が多いなど多くの不利な要素を持つため、稼働初期からほぼずっと最弱キャラクターとされている。ただし、コンボ開発が進んだ結果、(コンボ難易度を無視すれば)ワンチャンスで相手を倒す決定力だけは他のキャラクターに並ぶ程度にはなってきている。
なお、稼動開始からほどなくして担当声優の戸谷が逝去したため、本作は戸谷がジャギを担当した最後の作品となった。
通常投げ
相手をどこからともなく出現した椅子に座らせた後、目つきに難癖をつけて銃で殴る。椅子のデザインや座り方は原作でそのキャラクターが椅子に座っているシーンがあればそれに倣っているため、ケンシロウ、ラオウ、シン、ユダ、サウザーなどは態度の大きい座り方をする。
究極奥義：今は悪魔が微笑む時代なんだ
相手キャラクターがシンの場合のみ使用可能となる掴み技。コマンドが成立すると星を1個奪い、シン側のブーストゲージとオーラゲージを減少させていく。シン側はレバガチャすればゲージの減少を軽減できる。しかし、技発動後は実質的に技を発動したジャギの方が不利となってしまう。原作でシンを唆した場面の再現。シンとの対戦前の掛け合いにも同様の再現があるが、この時はシンがジャギの誘いを拒否する。
究極奥義：俺の名を言ってみろ
ゲージを2本使用する掴み技。コマンドが成立すると3つの選択肢が表示され、相手に選ばせる。この時選択をしないか「ジャギ」以外を選ぶと攻撃をし、コマンドを入力しての追加攻撃が可能。ただし追加攻撃は銃を使う（原作で大男をショック死させたシーンの再現）ため、挑発により銃を捨てていると追加入力はできない。追加攻撃はもう一度3択クイズが出て、再び間違えるとその場で気絶状態になる。いずれも正解を選ぶとその場で終了する。コンボにも組み込めない上、失敗時のリスクが非常に高い。原作で初登場した際、出会った大男に対して行った動作の再現。最初の攻撃で相手の体力を0にしたあとコマンド入力で追加攻撃し、相手が2度目のクイズに正解すると相手の体力が1残るというバグがある。
究極奥義：まだまだ読みが甘いわ
ポリタンクを取り出して片手で大きく振りかぶり、前方に大量のガソリンをばら撒く。必殺技の「ガソリン」と区別して「超ガソリン」と呼ばれている。ガソリン自体に当たり判定がある他、相手に当たればヒット・ガード問わず相手にガソリンが付着し、命中しなかった分は一定時間地面に付着して残る。相手に付着したガソリンは必殺技の「マッチ」や「ショットガン」で着火可能。燃えると一定時間体力が削られる。地面に付着したガソリンは通常の必殺技の「ガソリン」で撒いた物と同様に「マッチ」や燃えている状態のキャラクターの接触で点火可能。また、上に立つと相手の移動スピードを鈍らせる効果も通常のガソリンと同様。なおジャギ同キャラクターでの対戦は、自分のばら撒いたガソリンは相手のマッチでも点火できるので、同キャラクター戦でのこの技の使用は大きなリスクを伴う（燃え上がった火の攻撃判定はマッチで着火した側のものになる上、オーラゲージ等が溜まるのも着火した側のみ）。
究極奥義：北斗羅漢撃
相手に向かって突きを乱舞しながら突進する。原作でケンシロウに放ったがかすりもせず、軽くあしらわれた技。カウンターヒットさせれば星を2個奪う。原作でのあしらわれ方に反して技の発生が（暗転による停止時間を除けば）たった2Fと非常に早く、ジャギの切り返しの要だが、動作終了時にアニメで存在したバテ動作が発生し大きな隙が生じる。追加入力で攻撃ボタンを押すと原作通り含み針を発射するため、これを終わり際に出す事によりバテ動作の隙を軽減することができる。含み針はボタンによって上中下の3方向に射ち分けられる。
一撃必殺奥義：フフ…この時を待っていたのだ
燃料タンクに飛び乗り、パイプを折り、中の燃料を撒き散らして火をつける。地面から左右に炎上してくる炎がヒットすると一撃必殺が発動。なお、発動前にガソリンやドラム缶を設置しておくとそこに火柱が立つが、この火柱の方で相手がKOされてしまった場合、一撃必殺技は相手にヒットしなかった事になる（相手の北斗七星ゲージが7個に戻らない）。
特殊勝利メッセージ
ケンシロウ、ラオウ&トキに対してのみ存在。それ以外は汎用。

シン [Shin]
声 - 古川登志夫
南斗六聖拳の一つ「南斗弧鷲拳」の伝承者で、ケンシロウの宿敵。稼動初期はコマンド投げや小足から星を奪いつつ一撃必殺奥義まで繋げるコンボが注目を浴び、最強キャラクターとして扱われた。全キャラクターの研究が進んだ現在では、通常コンボがいささか火力不足であること、固め能力が悪いこと、即死コンボが他キャラよりもかなり難しい（稼動から約10年程経ってようやく実戦向けのものが開発されていたりする）などの欠点が大きく目立ち、下位キャラクターとして扱われている。しかし、ガークラゲージ癖が無く初心者にも比較的使いやすく、どんな相手でも極端な有利不利はつかない良キャラクターともされている。一定の条件下で特定の技を使うと、ほとんどの打撃技に対して無敵になるバグ技が発見されている。
究極奥義：お前の拳法では、死なん!
自分の死兆星が点灯している場合に使用可能になる自殺技。発動すると相手と反対方向に歩いていき、指を指した後シンが飛び降りるカットインが現れる。次のラウンドでは北斗七星ゲージが全て回復する（FATAL KO扱いのため）。発動後かなりの間無敵状態にはならないので、歩いている最中に攻撃されると発動失敗になる。原作でケンシロウに敗北後にとった行動の再現。
究極奥義：南斗雷震掌
斜め上に衝撃波を出す技。出だしに無敵時間もあり割り込みなどに良く使われる。
究極奥義：南斗千首龍撃
相手の目の前まで前進し手刀を繰り出す技。タメた分だけダメージが増加する。出だしに無敵はあるが上記の南斗雷震掌に比べて扱いにくい。ケンシロウとの再戦の際に放った。
一撃必殺奥義：南斗翔鷲屠脚
真上に飛び蹴りを放つ。これが当たると、その後部下達が出現して相手を拘束、原作でケンシロウの胸に7つの傷をつけたシーンを再現してKO。
特殊勝利メッセージ
なし（全員に対して汎用）。

レイ [Rei]
声 - 千葉一伸
南斗六聖拳の一つ「南斗水鳥拳」の伝承者。塩沢兼人が死去したため、代役として千葉一伸が起用された。空中必殺技が豊富で、3段ジャンプもできる。デフォルトのカラーはアニメ版のものだが、漫画版のものも別カラーで用意されている。攻撃力・機動力ともに非常に高く、スーパーアーマーや無敵の付いた優秀な技も数多く持つ。トキ以外のキャラクターの内では抜きん出た強さを誇るキャラクターの一人である。また、必殺技「南斗撃星嚇舞」を使った一撃必殺技に等しいバグ技も発見されている（ただしこのバグ技は筐体のフリーズの危険がある）してしまうため、正常にKOで終了するにはバグ技に入る時点で一定以上のブーストゲージがある事が前提）。ユダやマミヤに対してのみ、一撃必殺奥義でKOすると特殊な演出が入る。「闘劇'08」優勝キャラクター。
通常投げ
相手の衣服を切り裂き、胸に七つの傷があるかを確かめる（ハート様相手の場合は、胸に直接ツメを立てる）。その後、蹴りを入れる。七つの傷がある相手（ケンシロウ・ジャギ）とそれ以外でセリフも変わる。
究極奥義：空舞燕離斬
空中で真横に突進し、ヒットすると相手をロックして連続攻撃を繰り出す。グレイブシュートから繋げれば星を2個奪える。
究極奥義：南斗凄気網波
無数の真空波で相手を切り裂く技。威力が高く主にコンボの締めやダウン追い打ちなどに使われるが、出始め無敵で発動も早いため、リバーサルやぶっぱなしでも使われる。ヒット数の多さを利用した即死コンのパーツとしてもよく使われる便利な究極奥義。原作でケンシロウと戦った際に巨岩を切り刻んだ、またはアニメでユダの影武者を切り刻んだ技。
究極奥義：断己相殺拳
画面端に当たると跳ね返る飛び道具を、3方向に放つ技。溜めた時間だけ、飛び道具の数と跳ね返る回数が上がる。溜め中はスーパーアーマーが付与され、一度だけ相手の攻撃を受ける事ができる。技の発動後は即座に動けるため、強力な切り返し手段として機能する。
原作ではラオウに対して放とうとしたが不発に終わった技。このゲームでも、ラオウに放った場合に、相手が秘孔新血愁を出していると一方的に撃ち負ける。
一撃必殺奥義：飛翔白麗
真上に飛び上がった後、急降下し相手の肩を切り裂く。原作でレイが最後に使用し、ユダを倒した技。この技をユダに当てると、原作通りの演出がその後に入りKOとなる。マミヤをこの技で倒すと、全く関係ないシーンだが、マミヤの村の浴場で「野盗にくれてやるには惜しい」と言って服を切り裂いてしまったシーンの再現が入る。
特殊勝利メッセージ
ケンシロウ、ジャギ、ユダ、マミヤに対してのみ存在。それ以外は汎用。

ユダ [Juda]
声 - 島田敏
南斗六聖拳の一つ「南斗紅鶴拳」の伝承者。必殺技は部下であるコマク（声 - 千葉繁）とダガール（声 - 屋良有作）を呼び出して攻撃させるものがほとんどで、専用のゲージを消費する。ゲージは時間で自動回復し、それぞれゲージが満タンになっていないと呼び出せない。また、どこからか現れた鏡を叩き割ったり、どこにあるのか分からないダムを決壊させるなど、原作を踏襲しながらもかなり妙な演出の技が多い。ゲージに依存するものの個々の技の性能をフルに活用した画面端でのセットプレイは非常に強力で、更に自身の技は地味ながら高性能なものが揃っている上に低難度で更に低燃費な即死コンも持つ。「闘劇'06」準優勝キャラクター。トキともまともに戦えるなど非常に性能の高いキャラクターなのだが、部下のゲージが無い状態では通常投げすらできない等クセが強く、非常に扱いが難しい。
PS2の家庭用版では、PS2本体のCPUの仕様の関係で部下を呼び出す技の処理が異なり、部下が登場する位置がズレるため、一部のコンボやセットプレイはアーケード版と同じプレイができなくなっている。そのためユダだけ「家庭用で練習してゲームセンターで対戦する」という流れが困難で、ユダの使用人口が少ない原因とも言われている。
究極奥義：ダム決壊
コマクがダイナマイトを投げた後、ダムが破壊されてユダの後ろ側から水流・ダムの破片に巻き込まれたユダの部下が流れてくる。ガードされても相手を画面端まで追い込むことができ、そのまま持ち前のセットプレイで押し切ることも可能なため、切り返し技としては屈指の性能を持つ。コンボとしてもコマクがダイナマイトを投げる動作が第2のグレイブシュート的な役割を果たすため、ユダの代表的即死コンボのキーパーツの一つでもある。原作で、レイの動きを封じるために行った知略を再現した技。
究極奥義：南斗鷹爪破斬
ユダが指を前に出した後、上から下に指を振り抜き、相手を切り裂く。星取りやコンボの締めくくりなどに使用されるが、判定が見た目以上に広く持続も異様に長いため、ぶっぱなしで出しても距離がある程度空いてる場合は下手に相手を近づけさせない。原作通り相手の背中から衝撃波が突き抜ける。
ダガールを身代わりに攻撃を受け止める技「俺を利用したのか〜!!」が成立すると「リベンジ状態」になり、次にダガールを呼び出したときに本来の行動をせず、ユダに向かって襲い掛かってくるが、その襲い掛かってきたダガールに対してこの技を当てると原作でダガールを処刑したシーンを再現し、ダガールを真っ二つにする。そうするとそのラウンド中はダガールゲージが回復しなくなり二度とダガールを呼べなくなるが、代わりにダガールを殺した時点でユダのブースト・オーラ両ゲージが満タンになる。
一撃必殺奥義：血粧嘴
原作ではレイの「飛翔白麗」によって日の目を見ることのなかった技。飛び道具を放ってからきりもみ回転しつつ突撃する技となっている。前方に攻撃するだけの技だが、この飛び道具部分が発生4Fと極めて早いため、様々な状況で簡単にコンボに組み込める上にブッパも有効と言う高性能な技。
飛び道具部分がヒットすると相手は回転の終了時までガードができない状態になるため、その後の突撃を回避する手段が限られる。
特殊勝利メッセージ
レイ、マミヤに対してのみ存在。それ以外は汎用。

サウザー [Thouther]
声 - 銀河万丈
南斗六聖拳のひとつ「南斗鳳凰拳」の伝承者。原作での台詞「退かぬ！媚びぬ！省みぬ！」が、連続入力の必殺技「極星十字拳」のボイスになっている。特異体質により北斗神拳の秘孔が効かないという設定を反映して、ケンシロウの「北斗残悔拳」の3カウントによる一撃KOが通用しないという特殊能力を持つが、他の北斗神拳の技は刹活孔や醒鋭孔などの秘孔技を含めて全て効果がある。サウザーステージで究極奥義「聖帝十字陵」か一撃必殺奥義「天翔十字鳳」でKOすると、師匠のオウガイの姿が写る演出に入る。
マミヤと同じく全ての相手にガードゲージが出てしまう、体力がマミヤと並んで最低クラスなど防御面が非常に脆くなっている。その代わり豊富な飛び道具を盾に息をも吐かせぬ前後上下の択を迫る怒濤の攻めが可能で、特に起き攻めに関しては最高峰の性能。原作どおりに常に攻めて押し切るキャラクターになっている。切り返しに使える技はガードキャンセルぐらいしかないため守勢に回ると最も脆く、あっさりとやられることが日常茶飯事なので、「攻めている間だけは最強キャラ」などと言われることが多い。ポテンシャルは非常に高いのだが、その防御性能の悪さや上位キャラとの相性が劣悪などの理由から勝率が安定せず、「闘劇'08」では全キャラクター中最後に出場が決定したキャラクター。
後述の究極奥義「鳳凰呼闘塊天」によるコンボやセットプレイはサウザーにとって重要だが、PS2の家庭用ではこの技のゲージの減り方が変更されており、ユダほどではないがアーケード版との差異が目立つキャラクター。
究極奥義：彷翔十字鳳
地上と空中の2種類がある。地上では逆立ちの状態で腕の力によって跳躍し相手を蹴り上げ、空中に飛んで斜め下に突進する。ケンシロウへの最後の抵抗として原作で放った技。空中では逆立ち跳躍の部分が省略され、その場から斜め下に突進する。
究極奥義：聖帝十字陵
発動すると相手の頭上に聖碑を落とし、相手が地上にいる時ヒットさせると矢が放たれ潰される演出が入る。追加入力するとサウザーが槍を投げ、さらにもう1個星を奪う（ただしオーラゲージも追加で1本消費する）。原作でのシュウの最期を再現した技。なお、空中にいる相手にヒットさせても演出には移行せず、サウザーが立ったまま数秒間動けなくなる。
究極奥義：鳳凰呼闘塊天
発動するとブーストゲージの上にゲージが出現し、ゲージが消えるまでサウザーの移動・攻撃の各種動作がスピードアップする他、コンボ補正が特殊なものになる。ゲージは時間経過の他、技を繰り出すごとに減少していく。
一撃必殺奥義：天翔十字鳳
サマーソルトキックを放ちつつ後ろに飛び上がり、聖帝十字陵に乗り、鳳凰を象った闘気を相手にぶつける。原作での「天翔十字鳳」は「空中に舞う羽と化し全ての攻撃を受け流す」と言う防御の技であり、聖帝十字陵に飛び乗って構えを取り技名を叫ぶところまでは原作を再現しているものの、それ以降はほぼ別物になっている。
特殊勝利メッセージ
ケンシロウに対してのみ存在。それ以外は汎用。

ハート様 [Mr. Heart]
声 - 飯塚昭三
拳法殺しの肉体を持つシンの部下。「様」までがキャラクター名として扱われており、ゲーム中においても呼称は「ハート様」「Mr. Heart」である。ダッシュとブーストが不可能で機動力は最低クラスだが、相手の技を受け止めてのカウンター技が使える他、一部の技にスーパーアーマーが付いており、攻撃力と防御性能に優れる。また、究極奥義「いてえよ〜!!」で常にダッシュするようになり、専用の技が使えるようになる。アーケード版でケンシロウの「北斗百裂拳」でKOされると叫ぶ断末魔は、PlayStation 2版ではセリフが変更されている。
対戦ダイアグラムではジャギに次ぐ下位に位置されるが、上位キャラクターとの相性はそこまで悪くはない。逆に中堅以下との相性はあまり良くないという特殊な立ち位置のキャラクター。近年では最弱キャラクターだったジャギがコンボ開発によって見直されてきている一方で、ガタイの大きさや「他のキャラクターはジャンプして何か技を出した場合にしか着地硬直が発生しないが、ハート様だけは何もしなくても必ず着地硬直が発生する」という解消できない弱点などから完封されることも珍しくなく、ジャギに代わってハート様が最弱キャラクターとされることもある。しかし、昔から研究の進んだ今に至るまで、即死コンで一発逆転という光景を他の高火力キャラと比べても遜色なく見かける為、対戦ダイアグラムが全てではないことを強く体現しているキャラクターでもある。
このゲームは基板の仕様として1P側でスタートした場合と2P側でスタートした場合で一部の技の間合いなどが若干変わるのだが、ハート様はその影響を最も受けるキャラクターであり、一部の永久コンボの可否にまで関わっている。また、空中の一部の技を出し、攻撃が発生する前に着地するようにすると、その技についていたスーパーアーマーが維持され攻撃を食らって効果が消えるまでスーパーアーマーが持続するというバグも存在する。
究極奥義：ハートのA
掴み技。相手を掴んで空中に投げ、落ちてきたところへ頭突きする。威力が非常に高い他、ダウン追い討ちとしても入る程の判定の広さを持つ。
究極奥義：拳法殺し
発動するとハート様の部下が無数の棍棒をハート様目掛けて投げつけ、それを相手に向かって跳ね返す。数秒後に残った棍棒が上から降ってくる。ハート様が血を見て逆上し部下を皆殺しにしたシーンの再現。
究極奥義：いてえよ〜!!
発動すると背景に「いてえよ〜!!」の文字が出現して専用のゲージが現れ、ゲージが無くなるまで専用の必殺技が使用可能になる。この間は常に走り状態になりガード不能になるが、全ての行動にスーパーアーマーが付く。ただし他の技のアーマーと同じく通常技に対してしかアーマー効果は働かないため、必殺技・究極奥義・一撃必殺奥義に対しては単にガード不能になってしまう。攻撃を受けるとゲージの減少が早くなる。拳法殺しと同じシーンの再現。
一撃必殺奥義：超いてえよ〜!!
掴み技。失敗すると転んでしまう。後方からシンが羽を飛ばし、ハート様に血を見せ、スペード（声 - 米田直嗣）、クラブ、ダイヤ（声 - 西本理一）のKINGのメンバーたちのカットインが入った後、相手に思い切り張り手をする。
投げ技であるため、全ての一撃必殺奥義の中で唯一コンボに組み込むことができないが、暗転を見てからでは回避できない発生の早い投げ技であるため、技の性能自体は悪くない。羽で傷がつき、自分の血を見て逆上した原作のシーンの再現。
特殊勝利メッセージ
なし（全て汎用）。

マミヤ [Mamiya]
声 - 藤田淑子
村を守るために戦う女戦士。強パンチや一部の必殺技で専用のゲージ（それぞれ別）を消費する（特定の必殺技で回復が可能）。
高性能なガードキャンセルや機動力はあるが攻撃力と防御力は最低クラスな上にゲージ管理も複雑と、稼動初期頃は最弱キャラクターとされていた。しかし、長いリーチを持つ技と豊富な対空技を駆使した立ち回りはかなり強く、低燃費で実用的な永久コンボの発見により火力不足もある程度解消されたため、下位キャラクターではあるものの十分に戦えるキャラクターであると評価されるようになった。
本作で唯一の女性キャラクター。レイの一撃必殺奥義でKOされた場合、原作においてレイに服を切り裂かれたシーンを再現した演出が見られる。
究極奥義：バイク
発動すると、マミヤがバイクに乗って登場。突進、ウィリー、ジャンプが使える。バイクを相手に当て続けると徐々にバイクが点滅していき、数秒後に爆発してしまう。この爆発は相手にも自分にも当たるが、爆発前にバイクを乗り捨てれば、自分へのダメージは回避できる。
究極奥義：バインドトリック
ヨーヨーを前方に投げる。ヒットすると相手を縛りつけて上空に打ち上げ、自動的にジャンプで追いかける。各種ボタンで追撃可能。ブーストボタンを押すと、ボウガンの残弾全てを真下へ発射する。
一撃必殺奥義：さようなら…
瓶を投げ、それをボウガンで射つと瓶が割れ、中に入っている毒薬が飛び散る。飛び散った毒薬が相手に当たると一撃必殺成立となるが、ボウガンの残弾が残っている状態でないとそもそも瓶が割れないため一撃が成功しない。この時に撃つボウガンは溜めることができ、最大まで溜めるとガード不可能になるが、このボウガンは一撃必殺奥義なのに無想転生で回避が可能と言う特徴を持つ。飛び散るカプセルはボウガンの溜めに関わらず空中ガード不能で無想転生も不可能。相手に関わらずKOが成立すると原作でレイが最期を迎えたシーンの再現で家が燃えるシーンが始まり、かつ相手がレイならばそのシーン中に空にレイの顔のカットインが入る。
特殊勝利メッセージ
ケンシロウ、レイ、ユダ、マミヤに対してのみ存在。それ以外は汎用。

## 本作のバグについて
前述の通り本作には多数のバグが存在する。以下に闘劇08で使用が許可されたものなど比較的有名な物を挙げる（名称は通称など）。
ゲージの蓄積バグ
長いコンボを決めていくと（相手が守勢に回っている時間が長くなると）長さに応じて攻撃側のゲージ増加量やガードゲージ減少量、気絶値の上昇量に上昇補正がかかるようになっているが、コンボを終わらせて一度ダウンさせても、一定の条件下だとこの補正が終わらないという現象。弱攻撃1発でゲージが1本溜まったり、相手が気絶するなど普通では起き得ない現象が起こる。気絶耐久値が非常に高く、通常のコンボでは補正の関係で気絶する事がほぼ無いといわれるラオウでも、これを絡めて攻められるとあっさりと気絶する事がある。
レイの上昇バグ
このゲーム最悪のバグとも言われる、一定の手順を踏むことで南斗撃星嚇舞の姿勢のままレイが相手と共に延々と上昇しつづける永久技。通称バグ昇竜。このバグ技を仕込んだ南斗撃星嚇舞をヒットさせると永久にHITし続けるため、この状態でKOするとKOしてもゲームが終わらず、ゲームセンターなら店員を呼んでリセットしてもらうなどしなくてはいけなくなる（よくゲーム自体がフリーズなど言われるが、実際にはフリーズは起こさない。なお、永久HIT状態のまま長いこと放置しておくと基板が熱を持つなど本当にフリーズする危険は一応ある）。ブーストゲージが一定以上あればKO前に南斗撃星嚇舞を中断することにより回避できるが、中断に必要なだけのブーストゲージが無い状態でこのバグ技に入ってしまうと中断が不可能になる。CPUとの対戦時でK.O前であればもう1台の筐体側で乱入することでも終了することができる。数々のバグ技の使用が許可された闘劇08でも使用禁止となった。PS2版の家庭用ではこのバグは修正されている。
バスケ
理論上全キャラクターが使用可能な永久連続技で、その独特な風景や使用頻度から本作の代名詞となっている。ある一定のヒット数を稼ぎ、相手キャラクターを高い所から落とすと、バスケットボールのようにバウンドすることから名付けられた。最初にこのテクニックが発見されたラオウが弱パンチを連打する姿が、漫画『SLAM DUNK』の魚住に似ているということから、種類によっては『SLAM DANK』にちなんだ通称がある。長い間数あるバグの一つと思われていたが、後に仕様ということが分かった（後述）。
バスケへの入り方は主に3種類あり、ブーストゲージを使って延々とダウン追い打ちをかけヒット数を稼ぐ「百烈」、多めにコンボを刻み空中で33ヒット程度してから落とし、攻撃→ちょっとダッシュ→攻撃を繰り返す「ドリブル」、60ヒット前後を稼いでからバニシングストライクを当ててダウンさせた所に追い討ちをかけると特殊なやられ姿勢になり連続した追い討ちが可能になる「トラベリング」等がある。永久コンボではあるが、一つのテクニックとして認知されている為闘劇08ではムテキングと共に使用が許可されている。
上記の通り「理論上」では全キャラクターが可能ではあるが、その難度はキャラクターによって様々である。基本性能が高い上にバスケに至るコンボレシピも難易度が高くないレイやユダ、当初は最弱キャラとされていたものの非常に制限の緩いバスケコンボレシピが発見されたために最弱とされなくなったマミヤに対し、始動に必要なゲージの量や要求される操作精度などから実戦で決めるのは極めて困難なシンやジャギなど差はある。またトラベリングはその特殊な仕様からラオウでは比較的多用されるコンボだが、ラオウ以外では実戦で使えるレシピが発見されておらず、事実上の専用コンボとなっている。
空中はもとよりダウンの際のバウンド中にも追撃が可能なこのゲームにおいて、永久コンボをさせないために「ヒット数が増えるほど相手の落下速度が速くなる」と言う仕様が導入されているが、同時に「落下時のバウンドの高さは落下した速度に比例する」と言う仕様と組み合わさり、ヒット数が増えれば増えるほど逆にダウン時の追い討ちがしやすくなってしまい、本来ならば永久コンボを防ぐためであったはずの仕様が永久コンボを生み出す結果となってしまった。PS2版の家庭用でもこれは修正されていない。
シンの無敵バグ
一定の手順を踏むことで、必殺技にある無敵時間が永続してしまうバグ。プレイヤーの間では「無敵」とシンが原作中で名乗った名前「KING」を合わせて「ムテキング」などと呼ばれる。シンが全身の無敵時間を持つ行動を取る、シンか相手のどちらかが投げ技を使う、シンがカウンター技で攻撃を取られるのいずれかが起こると解除され通常状態に戻る。なおマミヤは投げが空中投げしか無く当て身投げもないため、シン側のプレイヤーがジャンプを一切せず、かつ操作ミスで自分から解除しない限りバグ技を使用された時点で詰んでしまう。闘劇08でも使用を許可されたバグの一つ。PS2版の家庭用ではこのバグは修正されている。
ハート様のアーマーバグ
一定の手順を踏む事で、一部の通常技にあるスーパーアーマー状態が永続してしまうバグ。この手順が非常に簡単である事、アーマーはついても相手の攻撃を1発耐える分のみであり、必殺技は耐えられない事など、他のバグ技に比べて悪影響が小さい事から、このバグ技の存在が広まってからはハート様の基本テクニックとして認知され、バグ技禁止のルール議論になる時も話題に上る事は少ない。
空中浮遊
一定の手順を踏むことで、地上でしか出せない技を空中で出すことができるようになるバグ。ケンシロウのもの（有情グレイヴなどと呼ばれる）がとくに有名。

## PlayStation 2版移植について
セガの開発陣によると、家庭用移植の予定はなかったが、アーケードユーザーや原作ファンの要望により家庭用移植が決まったとしている。セガの公式では「全く違和感なくプレイできる」と表記されているが、移植ミスや変更などが発見されている。
ユダ
- 究極奥義「ダム決壊」を始めとした、部下を呼び出す技全般において、画面外から飛び出てきた部下が着地して技を発動する位置が一歩前にズレている。ただしこれはバグや意図的な変更ではなく、PS2のCPUの浮動小数点の処理方法が特殊であるがためのズレであり、プログラムそのものは全く変更されていない。
- 空中の特殊技の発生位置の変更。
- 同時に再生される音声が一つのみになっており、部下もしくはユダの音声の再生中の他の部下もしくはユダの音声が再生されると、元から流れていた音声が途切れてしまう。
- コマクとダガールの音声がAC版と違い遅くなった音声に変わっている。そのため、ダガールの突進では声が遅く最後まで再生されずに途中で途切れる。

サウザー
- 究極奥義「鳳凰呼闘塊天」発動後に表示されるゲージの消費量が多く変更されている。そのため、一定の技を使用すると2〜3秒ほどで終了してしまう。

ハート様
- ケンシロウの一撃必殺奥義によるK.O時のセリフの変更。

その他
- 一撃必殺奥義発動後に流れるBGMがまれに音飛びが起こる。この音飛びはPS2のみで起こり、PS2規格ソフトが起動する初期型のPS3では起こらない。
- 全ての音声が圧縮されているため、AC版と比べて音がこもっている。
- ヘリポート（ジャギステージ）、聖帝十字陵（サウザーステージ）のBGMの一部を変更。
- レイの南斗撃星嚇舞を利用したバグ、シンのグレイブシュートと南斗千手斬を利用した無敵付加バグが起こらないよう修正。
- キャラクターのエフェクトスプライトのピンク色の背景色の透明化が正しく処理できなくなった場合に起こるバグ。

先述の「バスケ」や空中浮遊バグは、通常家庭用版、後に出た廉価版共に修正されていない。

## 関連書籍
- 北斗の拳 世紀末奥義秘伝之書　（ソフトバンク クリエイティブ　 2006/3/18）ISBN 978-4797334609
- 北斗の拳〜審判の双蒼星 拳豪列伝〜 コンプリートガイド (The PlayStation2 BOOKS)　（ソフトバンク クリエイティブ 2007/4/14）ISBN 978-4797341409